# Norbury
Norbury ist ein Stadtteil Londons, im Borough of Croydon, und liegt im Süden Londons an der Grenze zu Merton und Lambeth. Benachbarte Stadtteile sind Thornton Heath im Süden und Streatham im Norden. Norbury teilt sich mit dem benachbarten Stadtteil Streatham die Postleitzahl SW16. Norbury hat 16.476 Einwohner (Zensus 2011).

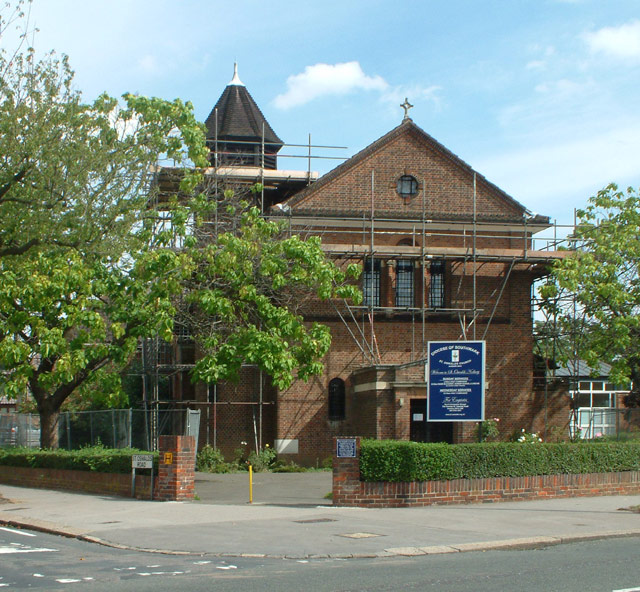
St Oswald’s Parish Kirche in Norbury

## Bedeutende Bewohner
- Die Sängerin Rox studierte in der Sekundarschule „Norbury Manor“.
- Der Schauspieler Deryck Guyler
- Der Knabenchor Libera
- Der Schauspieler Will Hay
- Der Schriftsteller Michael Moorcock
- Der Schriftsteller Kingsley Amis
- Der Schriftsteller Victor Gunn

## Nächste Orte
- Brixton
- Streatham
- Streatham Common
- Crystal Palace / Upper Norwood
- Mitcham
- Pollards Hill
- Thornton Heath
- Croydon

## Fiktionär
Norbury erschien unter anderem in einer Kurzgeschichte von Sherlock Holmes (The Adventure of the Yellow Face) als einer der wenigen Orte, an denen der Detektiv falsch lag.